# أو جون
أو جون (الكورية: 오준) هو دبلوماسي كوري الجنوبي، ولد في 4 أكتوبر 1955 في سول في كوريا الجنوبية.